# Антарктический буревестник
Антаркти́ческий буреве́стник (лат. Thalassoica antarctica) — морская птица, принадлежащая монотипическому роду антарктических буревестников (Thalassoica) семейства буревестниковых отряда буревестникообразных (трубконосых), распространённая в Антарктике. Впервые вид был описан в 1789 году как Procellaria antarctica немецким врачом и натуралистом Иоганном Фридрихом Гмелиным (нем. Johann Friedrich Gmelin, 1748—1804). Позднее этот вид был помещён в род Thalassoica.
Буревестник средних размеров с контрастной двухцветной коричневой с белым окраской, гнездящийся циркумполярно-антарктически на побережье Антарктиды (кроме Антарктического полуострова) и на близлежащих островах. Вне периода гнездования кочует главным образом в пределах Южного океана южнее зоны Антарктической конвергенции, временами проникая в умеренные широты Южного полушария. Питается главным образом антарктическим крилем, а также рыбой, головоногими и медузами.

## Характеристика вида

### Описание

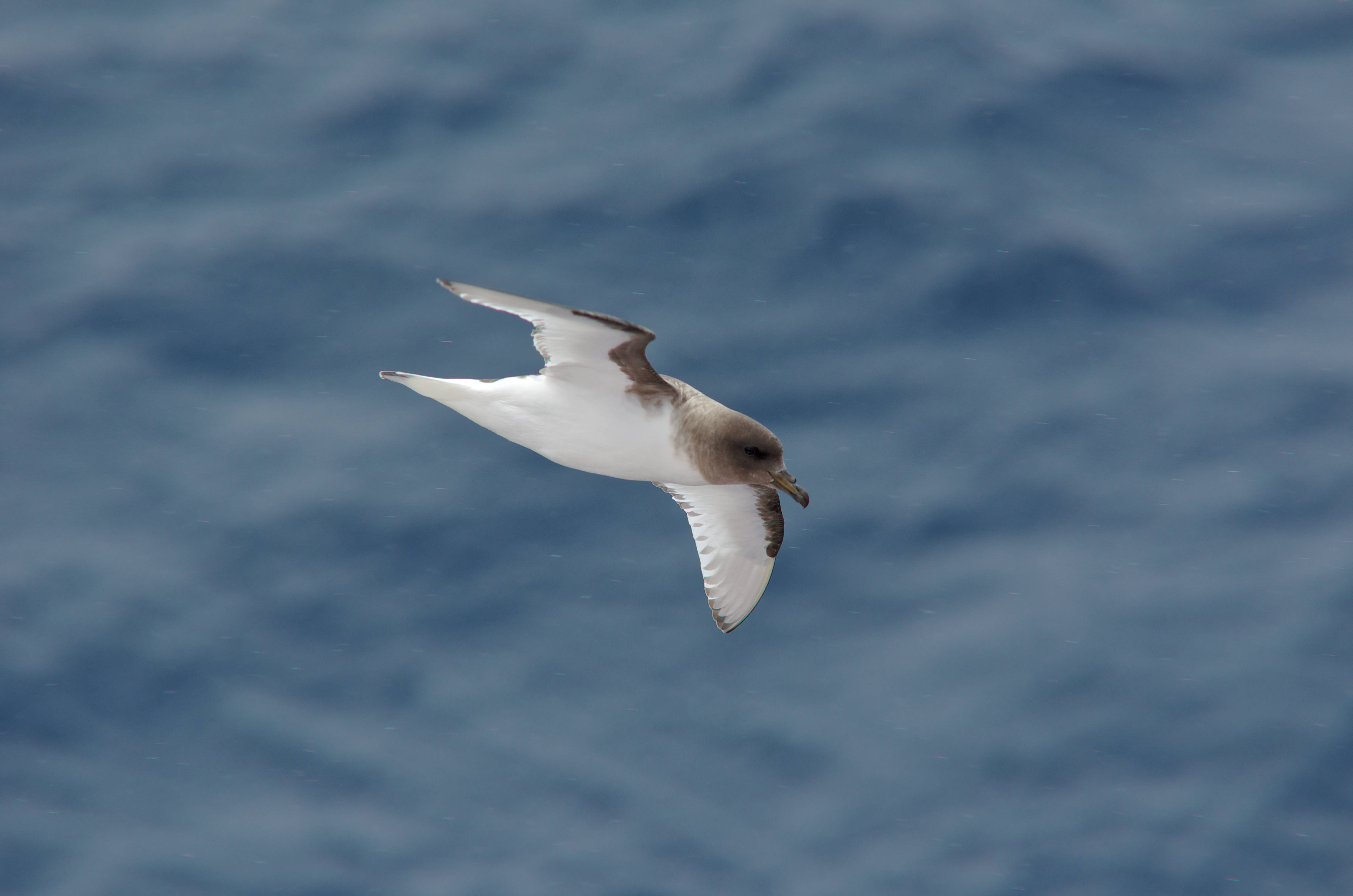
У антарктического буревестника характерная контрастная двухцветная окраска

Средних размеров буревестник. Длина тела достигает 40—46 см, размах крыльев 101—109 см, вес 510—784 г. Длина крыла 292—231 мм, длина клюва 33—40 мм, длина цевки 41—49 мм, длина плюсны 50—58 мм, длина хвоста 101—125 мм. Окраска светло-серебристо-серая сверху и белая снизу, включая нижнюю поверхность крыльев. Половой диморфизм в размерах не выражен. Верх тела до поясницы, включая голову, а также пятна в верхней части боков зоба коричневато-бурые с примесью тёмно-серого цвета. Горло и зашеек иногда бывают светлее. Низ тела и бока, а также верхние кроющие перья хвоста и почти весь хвост белые, за исключением тёмно-бурой узой полоски на вершине хвоста. Крылья сверху двухцветные, с коричнево-бурой окраской в вершинной части и вдоль переднего края, и белые посередине, с узкой тёмно-бурой каймой вдоль заднего края. Нижняя поверхность крыльев белая, с коричнево-бурой полоской вдоль переднего края. Радужина коричневая. Клюв тёмно-коричневого цвета Лапы голубовато-мясистого цвета; когти чёрные.
Пуховой птенец имеет два пуховых наряда, в основном светло-серой окраски. Гнездовой наряд похож на окраску взрослой птицы, но с белым горлом и чёрным клювом.

### Полёт и передвижения
Полёт представляет собой чередование скользящего планирования и кратковременных периодов частых взмахов крыльев. Обычно летает высоко над волнами. Отлично плавает и может нырять под воду как слёту так и с поверхности воды; обычно парит на водой перед тем как нырнуть. При нырянии слёту часто входит в воду с распростёртыми крыльями. При перемещении по суше или твёрдой поверхности двигается неуклюже, часто опираясь на цевку.

### Отличия от близких видов в природе
Может быть спутан в природных условиях только с капским голубком (Daption capense), от которого главным образом отличается однотонной тёмной (не пёстрой) спиной и бо́льшим размером.

## Распространение
Распространён на морских акваториях южного полушария от побережья Антарктиды и зоны паковых льдов на север до примерно 48° ю.ш.  В летний сезон держится главным образом к югу от 62° ю. ш., также регулярно встречается и несколько севернее — до 56° ю. ш. в море Скоша. Гнездится циркумполярно-антарктически на побережье Антарктиды (кроме Антарктического полуострова), а иногда и на удалённых до 250 км в глубь материка территориях, а также на близлежащих антарктических островах. Для полётов более предпочитает свободные от льда воды на границе льда и открытых вод. В зимний период часть птиц остаётся у границы пакового льда, остальная же часть откочёвывает на север до 48° ю. ш. Изредка молодые птицы проникают ещё дальше на север — до 36° ю. ш. в районе Австралии и Новой Зеландии.

## Численность
Общая численность вида в 2004 году оценивалась в размерах приблизительно от 10 до 20 млн особей.

## Образ жизни

### Питание
Питается главным образом антарктическим крилем (Euphausia superba). В рационе также присутствуют мелкие пелагические рыбы, в основном антарктическая серебрянка (Pleuragramma antarcticum), медузы и кальмары Gonatus antarcticus семейства Gonatidae. Кормится в море. Пищу схватывает с поверхности воды или в её верхнем слое, погружая полностью голову или ныряя. Часто питается в местах кормёжки усатых китов — южного малого полосатика (Balaenoptera bonaerensis) и горбача (Megaptera novaeanglie), а также морскими птицами — снежным буревестником (Pagodroma nivea) и полярной крачкой (Sterna paradisaea), с которой иногда образует большие скопления.

### Размножение
Моногамный вид, гнездящийся в постоянных многолетних колониях. Размножается ежегодно в период с ноября по февраль. Гнездится на свободных от льда и снега пологих каменистых склонах гор, ущелий, лощин и вершин скалистых возвышенностей В местах гнездований птицы появляются в октябре. Число гнездовых пар в колониях может сильно варьировать — от нескольких пар до сотен тысяч пар. Границы гнездового участка невелики и часто определяются расстоянием, на которое сидящая в гнезде птица может дотянуться клювом. Рядом с гнездовьями антарктического буревестника могут гнездиться и другие буревестниковые, например,  антарктический глупыш (Fulmarus glacialoides) и снежный буревестник. Гнездится в колониях изолированными группами до нескольких сотен пар, изредка гнездится отдельными парами, иногда среди других буревестников на защищённых скальных выступах или в нишах.
Гнездо в виде небольшой лунки в гравии или песке, обнесённое круговым валиком. Лоток выложен несколькими мелкими камешками или перьями. В третьей декаде ноября — начале декабря начинается откладка яиц. В кладке одно яйцо, которое насиживают оба партнёра. Насиживание яйца происходит на перепонках лап, а сверху яйцо прижимается кожей наседного пятна. Длительность инкубации составляет около 40—48 суток. Вылупившегося в январе птенца кормят оба родителя. Птенец растёт быстро  и у него уже после 11-го дня устанавливается собственная терморегуляция, поэтому он может оставаться в гнезде один. Подросших птенцов родители кормят в среднем раз в 48 часов большим количеством пищи. У антарктического буревестника, по сравнению с другими видами трубконосых сходного размера, периоды насиживания кладки и выкармливания птенцов заметно короче, а скорость роста птенца больше. Птицы покидают колонии в конце февраля — марте.

## Подвидовая систематика
Монотипический вид, не образующий подвидов.